# Günter Pichler
Günter Pichler, avstrijski violinist, dirigent in pedagog, * 9. september 1940, Kufstein.
Glasbo je študiral na Visoki šoli za glasbo in upodabljajočo umetnost na Dunaju. Že z osemnajstimi leti je postal koncertni mojster Dunajskih simfonikov, leta 1961 pa ga je Herbert von Karajan izbral za koncertnega mojstra orkestra Dunajske filharmonije. Pichler je leta 1962 soustanovil sloviti Kvartet Albana Berga. Leta 1989 je debitiral kot dirigent, kot tak se posveča predvsem komornim in godalnim orkestrom.